# Curdin
Curdin is een gemeente in het Franse departement Saône-et-Loire (regio Bourgogne-Franche-Comté) en telt 319 inwoners (1999). De plaats maakt deel uit van het arrondissement Charolles.

## Geografie
De oppervlakte van Curdin bedraagt 8,0 km², de bevolkingsdichtheid is 39,9 inwoners per km².
De onderstaande kaart toont de ligging van Curdin met de belangrijkste infrastructuur en aangrenzende gemeenten.

## Demografie
Onderstaande figuur toont het verloop van het inwonertal (bron: INSEE-tellingen).